# Abrau-Diursó
Abrau-Diursó - Абрау-Дюрсо (rus) és un poble del krai de Krasnodar, a Rússia. Es troba a la vora del llac Abrau, a 14 km al nord-oest de Novorossiïsk i a 117 km al sud-oest de Krasnodar, la capital.
Pertanyen a aquest municipi els pobles de Bolxie Khutorà i Sévernaia Ozeréievka, els khútors de Kamtxatka i Diursó i el possiólok de Lesnítxestvo Abrau-Diursó.